# Daniele Gasparetto
Daniele Gasparetto (Montebelluna, 6 aprile 1988) è un calciatore italiano, difensore del Sant'Agostino.

## Biografia
È il fratello dell'ex calciatore Mirco Gasparetto.

## Carriera

### Club
Comincia a muovere i primi passi nella squadra della città natale. Nel 2004 approda nel settore giovanile dell'Atalanta dove rimane fino al 2007. Il debutto tra i professionisti avviene il 26 agosto 2007 in Serie C1 con la maglia del Legnano nella sfida contro il Foggia.
La stagione successiva passa al Modena in Serie B dove il 1º novembre 2008 segna la sua prima rete da professionista contro il Cittadella (sua futura squadra). Il debutto tra i cadetti avviene invece il 4 ottobre 2008 contro il Parma nella partita finita 0-0.
Nel 2009 veste la maglia del Padova trovando come compagno di squadra suo fratello Mirco. I due giocano assieme per la prima volta nella partita Modena-Padova (0-0) del 16 gennaio 2010 giocando entrambi da titolari. Tuttavia trova poco spazio, a causa di un infortunio che lo ha tenuto fermo per diverso tempo.
L'8 luglio 2010 passa al Cittadella assieme a Manolo Gabbiadini nell'ambito dell'operazione che ha portato Matteo Ardemagni a vestire la maglia dell'Atalanta.
Il 30 giugno 2014, dopo quattro stagioni, passa alla SPAL in Lega Pro. in tre anni con la maglia estense ottiene due promozioni consecutive dalla Lega Pro alla A (categoria che mancava a Ferrara dal 1968) collezionando complessivamente 77 presenze e tre reti con i biancazzurri.
Il 25 agosto 2017 la società emiliana lo cede a titolo definitivo alla Ternana.
Il 24 ottobre 2017, in occasione della gara Frosinone-Ternana 4-2, valevole per l'undicesima giornata del campionato di calcio Serie B Con Te, è stato il primo calciatore a realizzare una rete allo Stadio Benito Stirpe di Frosinone in una gara ufficiale.
Il 31 gennaio 2019 viene acquistato dalla Reggina.
Il 25 agosto 2021 viene ceduto al Legnago.

### Nazionale
Ha militato tra il 2005 e il 2008 nelle Nazionali Under-18, Under-19 e Under-20.
Con la Nazionale Under-19 ha preso parte alle qualificazioni per il Campionato europeo di calcio Under-19 2007.
Nel febbraio 2010 è stato chiamato da Pierluigi Casiraghi allenatore della Nazionale Under-21 per un periodo di prova; tuttavia senza mai debuttare con la maglia degli Azzurrini.

## Statistiche

### Presenze e reti nei club
Statistiche aggiornate al 16 giugno 2023.
| Stagione          | Squadra           | Campionato        | Campionato | Campionato | Coppe nazionali | Coppe nazionali | Coppe nazionali | Coppe continentali | Coppe continentali | Coppe continentali | Altre coppe | Altre coppe | Altre coppe | Totale | Totale | Totale |
| Stagione          | Squadra           | Comp              | Pres       | Reti       | Comp            | Pres            | Reti            | Comp               | Pres               | Reti               | Comp        | Pres        | Reti        | Pres   | Reti   |        |
| ----------------- | ----------------- | ----------------- | ---------- | ---------- | --------------- | --------------- | --------------- | ------------------ | ------------------ | ------------------ | ----------- | ----------- | ----------- | ------ | ------ | ------ |
| 2007-2008         | Legnano           | C1                | 28         | 0          | CI-C            | 0               | 0               | -                  | -                  | -                  | -           | -           | -           | 28     | 0      |        |
| 2008-2009         | Modena            | B                 | 13         | 1          | CI              | 1               | 0               | -                  | -                  | -                  | -           | -           | -           | 14     | 1      |        |
| 2009-2010         | Padova            | B                 | 6          | 0          | CI              | 0               | 0               | -                  | -                  | -                  | -           | -           | -           | 6      | 0      |        |
| 2010-2011         | Cittadella        | B                 | 20         | 2          | CI              | 2               | 0               | -                  | -                  | -                  | -           | -           | -           | 22     | 2      |        |
| 2011-2012         | Cittadella        | B                 | 23         | 3          | CI              | 2               | 0               | -                  | -                  | -                  | -           | -           | -           | 25     | 3      |        |
| 2012-2013         | Cittadella        | B                 | 22         | 2          | CI              | 1               | 0               | -                  | -                  | -                  | -           | -           | -           | 23     | 2      |        |
| 2013-2014         | Cittadella        | B                 | 21         | 0          | CI              | 0               | 0               | -                  | -                  | -                  | -           | -           | -           | 21     | 0      |        |
| Totale Cittadella | Totale Cittadella | Totale Cittadella | 86         | 7          |                 | 5               | 0               |                    | -                  | -                  |             | -           | -           | 91     | 7      |        |
| 2014-2015         | SPAL              | LP                | 28         | 1          | CI-LP           | 3               | 1               | -                  | -                  | -                  | -           | -           | -           | 31     | 2      |        |
| 2015-2016         | SPAL              | LP                | 25         | 2          | CI+CI-LP        | 1+2             | 0               | -                  | -                  | -                  | SC-LP       | 2           | 0           | 30     | 2      |        |
| 2016-2017         | SPAL              | B                 | 24         | 0          | CI              | 2               | 0               | -                  | -                  | -                  | -           | -           | -           | 26     | 0      |        |
| lug.-ago. 2017    | SPAL              | A                 | 0          | 0          | CI              | 0               | 0               | -                  | -                  | -                  | -           | -           | -           | 0      | 0      |        |
| Totale SPAL       | Totale SPAL       | Totale SPAL       | 77         | 3          |                 | 8               | 1               |                    | -                  | -                  |             | 2           | 0           | 87     | 4      |        |
| ago. 2017-2018    | Ternana           | B                 | 31         | 2          | CI              | -               | -               | -                  | -                  | -                  | -           | -           | -           | 31     | 2      |        |
| 2018-gen. 2019    | Ternana           | C                 | 10         | 0          | CI+CI-C         | 2+0             | 0               | -                  | -                  | -                  | -           | -           | -           | 12     | 0      |        |
| Totale Ternana    | Totale Ternana    | Totale Ternana    | 41         | 2          |                 | 2               | 0               |                    | -                  | -                  |             | -           | -           | 43     | 2      |        |
| gen.-giu. 2019    | Reggina           | C                 | 12+2       | 0          | CI-C            | 0               | 0               | -                  | -                  | -                  | -           | -           | -           | 14     | 0      |        |
| 2019-2020         | Reggina           | C                 | 12         | 0          | CI+CI-C         | 0+1             | 0               | -                  | -                  | -                  | -           | -           | -           | 13     | 0      |        |
| 2020-2021         | Reggina           | B                 | 4          | 0          | CI              | 1               | 0               | -                  | -                  | -                  | -           | -           | -           | 5      | 0      |        |
| Totale Reggina    | Totale Reggina    | Totale Reggina    | 28+2       | 0          |                 | 2               | 0               |                    |                    |                    |             |             |             | 32     | 0      |        |
| 2021-2022         | Legnago           | C                 | 24         | 0          | CI-C            | -               | -               | -                  | -                  | -                  | -           | -           | -           | 24     | 0      |        |
| 2022-2023         | Legnago           | D                 | 27         | 2          | CI-D            | 3               | 0               | -                  | -                  | -                  | -           | -           | -           | 30     | 2      |        |
| Totale Legnago    | Totale Legnago    | Totale Legnago    | 79         | 2          |                 | 3               | 0               |                    | -                  | -                  |             | -           | -           | 82     | 2      |        |
| Totale carriera   | Totale carriera   | Totale carriera   | 332        | 15         |                 | 21              | 1               |                    | -                  | -                  |             | 2           | 0           | 355    | 16     |        |

## Palmarès

### Club

#### Competizioni giovanili
- Campionato Berretti: 1

Atalanta: 2005-2006

#### Competizioni nazionali
- Lega Pro: 1

SPAL: 2015-2016
- Campionato italiano di Serie B: 1

SPAL: 2016-2017
- Serie C: 1

Reggina: 2019-2020 (girone C)
- Serie D: 1

Legnago: 2022-2023 (girone C)